# РК Босна Сарајево
РК Босна Сарајево је рукометни клуб из Сарајева, Босна и Херцеговина. Клуб је део УСД Босна, а основан је 1948. године. Тренутно се такмичи у Премијер лиги БиХ и регионалној СЕХА лиги.
Домаће утакмице игра у Олимпијској дворани Рамиз Салчин на Мојмилу, док европске утакмице игра у дворани Мирза Делибашић.

## Успеси
- Премијер лига Босне и Херцеговине у рукомету:
  - Првак (7): 2002-2003, 2005-2006, 2006-2007, 2007-2008, 2008-2009, 2009-2010, 2010-2011
  - Финалиста (2): 2003-2004, 2004-2005

- Куп Босне и Херцеговине у рукомету:
  - Освајач (5): 2002-2003, 2003-2004, 2007-2008, 2008-2009, 2009-2010
  - Финалиста (1): 2006-2007

- Куп Југославије у рукомету:
  - Освајач (1): 1962-1963
  - Финалиста (1): 1965-1966

- Куп победника купова у рукомету
  - Полуфинале (1): 2006-2007